# 제일은행 (일본)
제일은행(일본어: 第一銀行 다이이치 긴코[*])은 일본에 있었던 은행이다. 현재는 미즈호 은행의 일부이다.

## 역사
1873년 일본 국립은행조례에 따라 민간 은행인 제일국립은행(第一国立銀行)이 설립되었다. 이는 일본 최초의 은행이자 최초의 주식회사였다. 초대 은행장은 시부사와 에이이치였다.
1878년 부산에 지점을 낸 것을 시작으로 원산·인천·서울 등 조선 땅에 지점을 내었다. 1884년 조선 정부에 차관을 제공하는 댓가로 인천항 등의 해관세 취급 특권을 얻었다. 이후 대한제국 정부가 다른 나라와 차관 교섭을 하는 것을 방해하는 등 한국 정부의 화폐 계혁을 못 하도록 개입하고 일본 상인들의 한반도 금융 장악을 지원했다.
1902년 대한제국 정부의 허가 없이 한반도에서 일방적으로 은행권을 발행·유통하였다. 러일 전쟁 중에 맺어진 제1차 한일 협약 등의 결과로 1905년부터 대한제국의 중앙은행 역할을 맡게 되었다. 이 역할은 조선총독부 설치 후 1911년 조선은행이 설립될 때까지 계속되었다.
제일은행은 이후 분할·합병을 거듭하여 2013년 이후부터는 미즈호 은행의 일부로 남아 있다.